# Calmsden
Calmsden – osada w Anglii, w hrabstwie Gloucestershire, w dystrykcie Cotswold, w civil parish North Cerney. Leży 7 km od miasta Cirencester. W 1870-72 osada liczyła 65 mieszkańców.